# Cetus Hill
Der Cetus Hill ist ein 1250 m hoher und eisbedeckter Hügel mit drei zerklüfteten Felsengipfeln im westantarktischen Palmerland.  Er ragt 43 km ostnordöstlich des Gurney Point nahe dem Kopfende des Ryder-Gletschers auf.
Das UK Antarctic Place-Names Committee benannte ihn am 21. Juli 1976 nach dem Stirnbild des Walfischs (englisch Cetus).